# Marina Leonidowa
Marina Jurjewna Leonidowa, ros. Марина Юрьевна Леонидова (ur. 17 sierpnia 1958 w Leningradzie) – radziecka łyżwiarka figurowa startująca w parach sportowych z Władimirem Bogolubowem. Uczestniczka igrzysk olimpijskich (1976), uczestniczka mistrzostw świata i Europy, medalistka zawodów międzynarodowych oraz dwukrotna brązowa medalistka Związku Radzieckiego (1975, 1976).

## Osiągnięcia

### Z Władimirem Bogolubowem
| Zawody                           | 72–73          | 73–74          | 74–75          | 75–76          |                |                |                |                |                |                |                |                |                |                |                |                |                |
| Międzynarodowe                   | Międzynarodowe | Międzynarodowe | Międzynarodowe | Międzynarodowe | Międzynarodowe | Międzynarodowe | Międzynarodowe | Międzynarodowe | Międzynarodowe | Międzynarodowe | Międzynarodowe | Międzynarodowe | Międzynarodowe | Międzynarodowe | Międzynarodowe | Międzynarodowe | Międzynarodowe |
| -------------------------------- | -------------- | -------------- | -------------- | -------------- | -------------- | -------------- | -------------- | -------------- | -------------- | -------------- | -------------- | -------------- | -------------- | -------------- | -------------- | -------------- | -------------- |
| Igrzyska olimpijskie             |                |                |                | 9              |                |                |                |                |                |                |                |                |                |                |                |                |                |
| Mistrzostwa świata               |                |                | 5              |                |                |                |                |                |                |                |                |                |                |                |                |                |                |
| Mistrzostwa Europy               |                |                | 4              | 7              |                |                |                |                |                |                |                |                |                |                |                |                |                |
| Prize of Moscow News             | 3              | 3              |                | 3              |                |                |                |                |                |                |                |                |                |                |                |                |                |
| Krajowe                          |                |                |                |                |                |                |                |                |                |                |                |                |                |                |                |                |                |
| Mistrzostwa Związku Radzieckiego | 6              |                | 3              | 3              |                |                |                |                |                |                |                |                |                |                |                |                |                |

## Nagrody i odznaczenia
- Mistrz sportu ZSRR klasy międzynarodowej[1]